# Limnophila chinensis
Limnophila chinensis là một loài thực vật có hoa trong họ Mã đề. Loài này được (Osbeck) Merr. mô tả khoa học đầu tiên năm 1916.